# Duché de Poméranie
Pour les articles homonymes, voir Poméranie (homonymie).
1121–1648
Entités précédentes :
- Vélètes

Entités suivantes :
- Poméranie brandebourgeoise
- Poméranie suédoise
- terre de Stargard en Mecklembourg depuis 1236/1250

Le duché de Poméranie est un ensemble de principautés féodales apparues au XIe siècle et restées pendant environ cinq siècles possession patrimoniale de la dynastie des Greifen (nom francisé en « Griffons »), mais rarement dirigées par un seul homme. 
Le duché a en effet le plus souvent été divisé entre différents lignages de la famille des Greifen : Szczecin, Wolgast, Barth, Darłowo, Demmin, Słupsk et Stargard. Selon les époques, il a été vassal de la Pologne[Lequel ?], du Danemark, du Saint-Empire, plus particulièrement de la Saxe ou du Brandebourg. 
Malgré les bouleversements politiques survenus au cours de son histoire, son emplacement correspond à celui de l'actuelle région géographique de Poméranie (en polonais : Pomorze ; en allemand : Pommern), située de part et d'autre de l'estuaire de l’Oder, de la rivière Recknitz à l'ouest au delta de la Vistule à l'est, d'où sont issues les circonscriptions actuelles, en Allemagne : le district de Poméranie antérieure ou bien occidentale (Land de Mecklembourg-Poméranie Antérieure), en Pologne : la voïvodie de Poméranie-Occidentale et la partie ouest de la voïvodie de Poméranie.

## Vue d'ensemble
La Poméranie fut à l'origine divisée en plusieurs duchés, dont les contours géographiques et le destin politique ont subi les aléas des successions et des unions princières. Les ducs régnants étaient issus de la dynastie des Griffon (en allemand : "Greifen" et en polonais : "Gryfici"), leur nom est lié au choix du griffon comme animal héraldique. Les duchés, dont les noms accompagnent le titre des ducs qui les ont gouvernés, étaient :
- le duché de Barth (1372–1451) ;
- le duché de Poméranie-Demmin (autour de 1170–1264) ;
- le duché de Poméranie-Stettin (autour de 1170/1295–1464 et 1532/41–1625/37) ;
- le duché de Poméranie-Wolgast (1295–1474/8 et 1532/41–1625/37) ;
- le duché de Poméranie-Stolp (1368–1459).

Depuis 1140, ces territoires étaient sous l'autorité religieuse d'une principauté ecclésiastique, le diocèse de Poméranie. Le chef-lieu de diocèse fut d'abord, de 1140 à 1150-55 environ, la ville de Wolin, puis ce fut le tour d’Usedom et finalement Kamień Pomorski après 1178 (diocèse de Cammin). Avec la Réforme, il perdit son autorité et à la suite de l'élection du prince Jean-Frédéric, le fief temporel des évêques de Kamień Pomorski fut confisqué et annexé en 1556 au domaine héréditaires de la dynastie de Greifen, et y demeura jusqu'à l'extinction de la lignée. La principauté de Rügen, conquise en 1325 par les Greifen, appartenait aux diocèses de Schwerin (composante continentale) et de Roskilde (pour l’île de Rügen).

## Histoire

### Origines et débuts du duché de Poméranie
Vers 995 le duc Boleslas Ier de Pologne avait conquis les terres situées à l'est de l’Oder ; mais au cours des guerres de Pologne entre 1005 et 1013, la Poméranie recouvra son indépendance. Les premières tentatives d’évangélisation de cette région avaient échoué jusque-là. Un évêché avait été créé à Kołobrzeg mais il est détruit quelques années plus tard, par les populations païennes locales qui refusaient la christianisation.
Le conflit larvé opposant depuis 1042 le prince Siemomysł de Poméranie au roi Casimir Ier de Pologne est soumis en 1046 à l'arbitrage de l’empereur Henri III et se conclut par un traité de non-agression ; mais lorsqu'en 1047 Casimir marche sur la Mazovie, Siemomysl ne respecte pas sa promesse et envoie, sans succès, des renforts pour soutenir Miecław de Mazovie. Casimir s'empare alors non seulement de la Mazovie, mais aussi la Poméranie orientale, et Siemomysl est contraint de rendre un hommage de vassalité à Casimir Ier. Son successeur, Boleslas II le Généreux, perd le contrôle de la Poméranie qui reprend son indépendance.
La première trace écrite de monarques poméraniens date de 1046. Elle mentionne Zemuzil dux Bomeranorum (Siemomysl, duc des Poméraniens). La chronique de Gallus Anonymus (début du XIIe siècle) cite plusieurs ducs poméraniens : Swantibor, Gniewomir, et un troisième duc dont le nom n’est pas connu et qui avait son siège à Kołobrzeg.
Il y eut jusqu'en 1100 plusieurs ducs de Poméranie, mais l'absence de sources ne permet pas de retracer leur lignage : l’arbre généalogique des princes de Greifen, dressé aux XVIe et XVIIe siècles évoque un certain Svantibor, sans toutefois le relier clairement aux autres Greifen, et il en va de même pour les autres seigneurs du début du XIIe siècle cités dans les sources (surtout les chroniques polonaises). Et c'est pourquoi les frères Warcisław Ier et Racibor Ier sont aujourd'hui généralement considéré comme les premiers ducs héréditaires de la lignée des Greifen.
Après trois campagnes militaires (1116, 1119 et 1121), la Poméranie est reconquise par Boleslas III le Bouche-Torse. Elle est divisée en quatre régions : 
- la Poméranie orientale (avec Gdańsk) est sous le contrôle direct de la Pologne qui nomme les gouverneurs ;
- la Poméranie centrale (avec Słupsk et Sławno) devient un fief polonais gouverné par le duc Racibor Ier ;
- la Poméranie occidentale (avec Kamień Pomorski, Kołobrzeg et Białogard) devient un fief polonais gouverné par le duc Warcislaw Ier ;
- Szczecin et Wolin, de population allemande, obtiennent une large autonomie tout en restant des fiefs polonais.

En 1121, Warcisław Ier se fit le vassal du roi de Pologne Boleslas III le Bouche-Torse. Boleslas entendait asseoir son autorité sur la Poméranie par l'évangélisation de ce pays. Les premières missions, effectuées par un prélat espagnol, échouèrent pourtant. Puis en mai 1124 Othon de Bamberg quitta Gnesne pour ses premiers voyages missionnaires, qui l'amenèrent à Cammin et Szczecin en passant par Pyritz. Il revint d’abord une première fois à Gnesne en février 1125, repartit pour fonder d'autres mission à Demmin et Usedom en 1128. À la mort du duc Warcisław Ier, ses fils Casimir et Bogusław se partagèrent donnant naissance vers la fin du XIIe siècle le pays à la Poméranie-Demmin et à la Poméranie-Szczecin. Bogusław Ier fut élevé au rang de prince du Saint-Empire en tant que duc de Slavie lors de la diète de Lübeck en 1181 ; cependant, dès 1185, il devait se soumettre à la couronne danoise, et ce n'est qu'avec la bataille de Bornhöved (1227) que le duché de la Poméranie recouvra son indépendance. Mais sa immédiateté impériale fut contestée. Seulement dans l'intervalle, le titre échut aux margraves ascaniens de Brandebourg, à qui l'empereur Frédéric II attribua en 1231 le duché de Poméranie. Ceux-là exigèrent la vassalisation de la Poméranie et l'imposèrent par les traités de Kremmen (1236) et de Landin (1250), obtenant par la même occasion de nouvelles terres, entre autres le fief de Stargard et la marche de l'Ucker.
L’île de Rügen a été conquise par le Danemark en 1168 et le souverain local a donné naissance à la dynastie des ducs de Rügen, vassaux du Danemark.
Les successeurs de Racibor Ier ont gouverné le duché de Poméranie centrale jusqu’en 1238. Par la suite, les ducs de Poméranie antérieure, de Poméranie orientale, de Rügen et du Brandebourg se sont disputé la région.

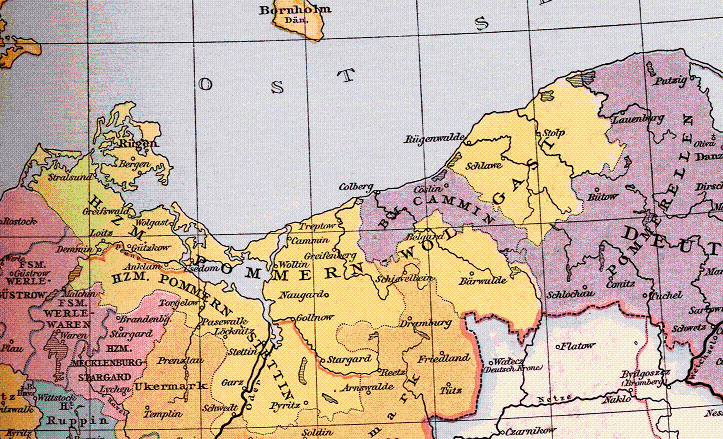
Autour de l'année 1400 : la Poméranie (orange vif), divisée par la fine ligne rouge en Poméranie-Stettin au sud, et Poméranie-Wolgast dans le nord. Adjacent à l'ouest le Mecklembourg (pourpre), et à l'est le Hochstift de Cammin et la Pomérélie (violet). Au sud la marche de Brandebourg (orange foncé).

Jusqu’en 1294, les gouverneurs de Poméranie orientale ont progressivement obtenu de plus en plus de pouvoir pour devenir des ducs de plus en plus indépendants, tour à tour vassaux de la Pologne ou du Danemark. Le duché s’est temporairement désagrégé en plusieurs districts : Gdańsk, Białogard, Świecie et Lubieszewo-Tczew. Après l'extinction des Samborides, dynastie regnante en Poméranie orientale ou bien Pomérélie, commença la Guerre de Succession pomérélienne (1295–1309). À l'Accord de Soldin de 1309 la Pomérélie fut partagée entre la Prusse des chevaliers Teutoniques (la plupart de la Pomérélie) et le Brandenbourg, recevant la seigneurie de Schlawe-Stolpe (aujourd'hui pays autour de Słupsk (Stolp) et Sławno (Schlawe)). Le Brandebourg perdit cette seigneurie en 1317 à Wartislaw IV de Poméranie-Wolgast
En 1325, le duché de Rügen a été absorbé par la Poméranie-Wolgast. Après la Guerre poméranienne-brandebourgeoise (1329–1333) victorieuse pour Poméranie-Stettin l'empereur Louis IV confirma son immédiateté impériale en 1338, reconfirmé par son successeur Charles IV en 1348. Enfin, 150 ans plus tard, le duc Bogisław X, parvient à réunifier sous son sceptre toute la Poméranie, et c'en sera fini pour deux siècles de la division.

### Évolution des principaux duchés

#### Le duché de Poméranie-Demmin
Casimir Ier de Demmin, en 1170, fut le premier duc de cette région. Sa lignée s'éteignit assez tôt, avec la mort le 17 mai 1264 du duc Warcisław III de Poméranie, un cousin de Bogusław Ier. Wartisław II avait perdu en 1236 la Circipanie à l'ouest de Demmin, conquise par les princes de Mecklembourg et la même année il dut céder au Brandebourg le fief de Stargard, acquis par Henri II de Mecklembourg comme douaire de son épouse Béatrix de Brandenbourg en 1292, devenant par la suite le duché de Mecklembourg-Strelitz en 1701. Ces décennies marquent le début de la colonisation des germanophones en Europe orientale.

#### Le duché de Poméranie-Stettin

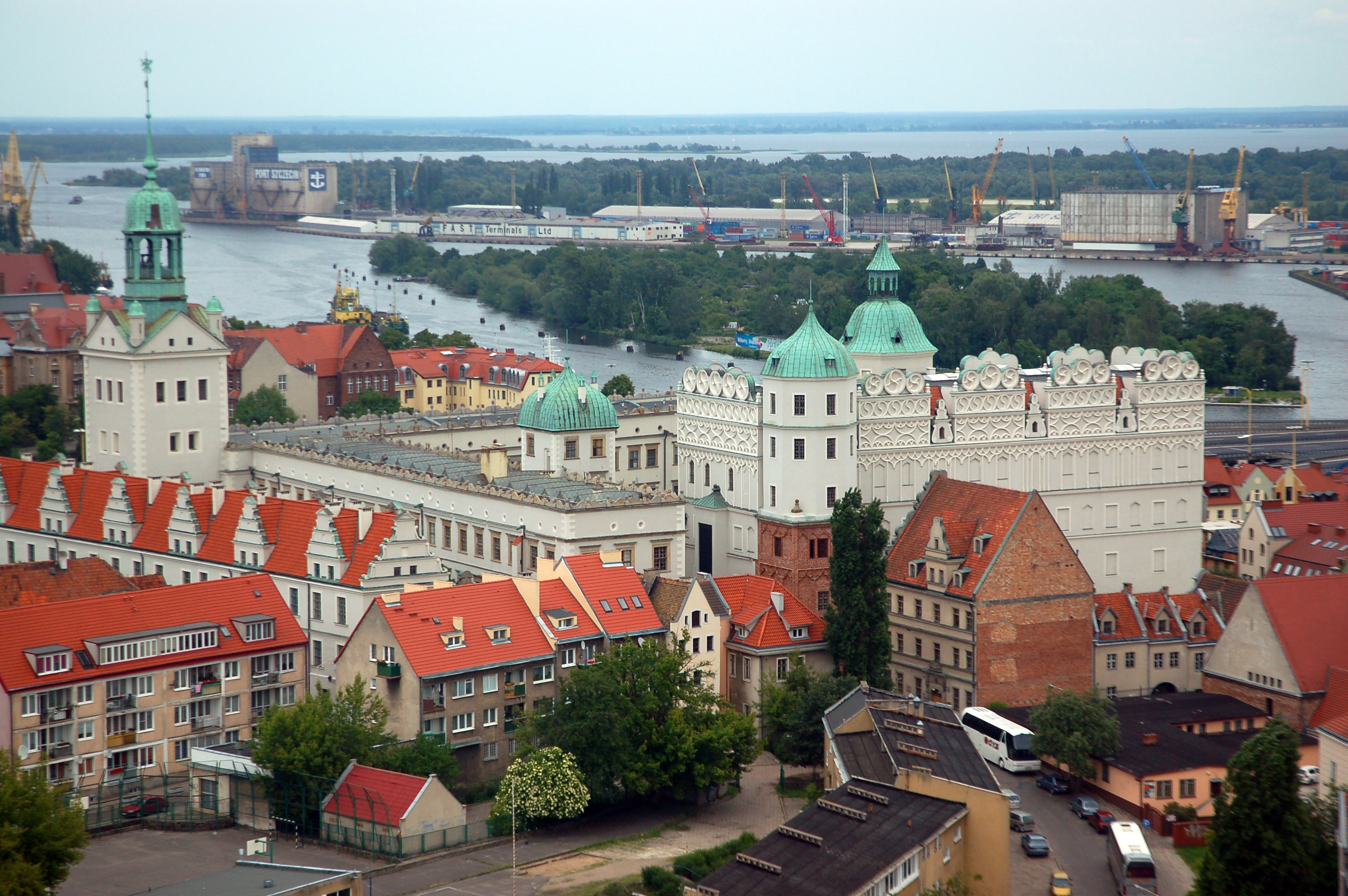
Château ducal de Szczecin

Bogislaw Ier, qui avait épousé Anastasie de Pologne, la fille de Mieszko III, régna sur la Poméranie-Stettin ou Szczecin. Son cousin, Barnim Ier, laissa à partir de 1230 les colons allemands s'installer sur ses terres et ainsi naquirent plusieurs villes qui adoptèrent le droit de Lübeck. Par le traité de Landin, il dut céder en 1250 la marche de l'Ucker, jusque-là poméranienne, au Brandebourg. À la mort de Wartislaw III en 1264, le duché échut à Barnim. À la mort prématurée de son demi-frère Barnim II en 1295, ses fils Bogislaw IV et Othon Ier se partagèrent le duché en Poméranie-Wolgast (qui alla à Bogislaw IV) et Poméranie-Stettin (pour Othon Ier). Ainsi, la continuité dynastique sur le duché était malgré tout préservée.

#### Le duché de Poméranie-Wolgast

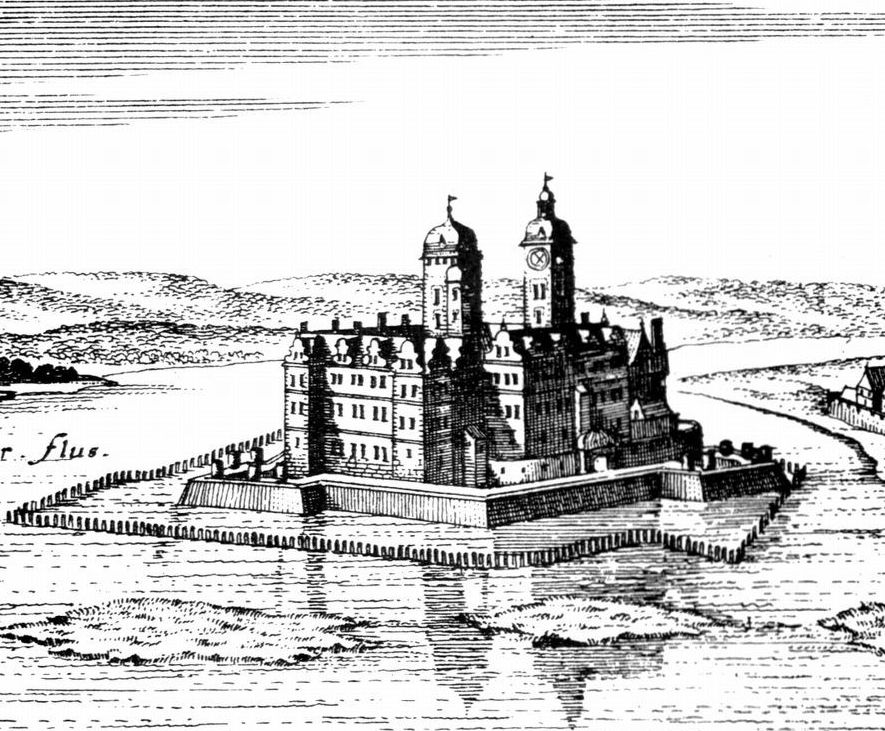
Château Ducal de Wolgast, 1652 (détruit en 1820)

Le duché de Poméranie-Wolgast fut fondé en 1295 par Bogislaw IV. Son fils Wartislaw IV de Poméranie-Wolgast obtint en 1317 la seigneurie de Schlawe-Stolp à la suite du partage de la Pomérélie tenue par la dynastie (éteinte en 1295) des Samborides. À la mort du prince Wislaw III de Rügen en 1325, la Principauté de Rügen échut à la Poméranie-Wolgast. Entre 1368 et 1372, la Poméranie-Wolgast fut à son tour divisée en Poméranie ultérieure, héritage de Bogislaw V, et Poméranie occidentale, qui revint aux fils de Barnim IV, le frère de Bogislaw V. Le dernier frère, Wartislaw V n'obtint d'abord qu'un dédommagement en or, avant d'hériter en 1372 de Neustettin ; mort sans enfant, ses biens revinrent au duc de Poméranie-Wolgast.
L'année 1456 est marquée par la fondation de l’université de Greifswald. Les deux duchés furent réunis de façon éphémère sous le sceptre de Bogislaw X, entre 1478 et 1523. Au cours de la Réforme, Johannes Bugenhagen convertit tout le duché à la nouvelle foi, comme décidé à la diète poméranienne de Treptow-sur-Rega en 1534.
Warcisław IX de Poméranie meurt en 1457.
Ses fils Warcislaw X, et Éric II se partagent le duché : Warcislaw est corégent à Rügen et Barth, et Eric lui succède à Wolgast.
En 1459, Éric, comme époux de l'héritière Sophie de Poméranie-Stolp, devient duc à Stolp (Słupsk) et de Sławno. Il cède alors Wolgast à son frère Warcislaw X. En 1464 après la mort de la peste d'Otto III de Poméranie, Eric devient duc à Stettin, malgré l'opposition de Frédéric II de Brandebourg pendant la Guerre de Succession de Stettin. En 1472, au traité de Prenzlau mettant fin à la Guerre de Succession, Albert III Achille de Brandebourg, fils de Frédéric II, obtint que les ducs Éric II et Warcisław X de Poméranie reconnaissent pour la Poméranie le lien de vassalité avec le Brandebourg, conféré par Philippe de Souabe en 1198 mais contestée depuis. Éric règne à Stettin jusqu'à sa mort. Son frère Warcislaw X, lui succède jusqu'à son décès en 1478.
En 1474, Bogusław X de Poméranie, le fils d'Éric II, duc de Szczecin, hérite de la Poméranie-Stettin ou centrale et à la mort de son oncle Warcisław X, il reçoit également la Poméranie antérieure. Pour la première fois depuis deux cents ans, la Poméranie est gouvernée par un seul homme, mais dans un lien de vassalité avec le Brandebourg. 
En 1493, Bogusław au traité de Pyritz, se défait du lien de vassalité qui le lie au Brandebourg, mais il doit en contrepartie reconnaître l'héritage de la Poméranie aux Hohenzollern berlinois en cas de disparition de la Maison ducale. Puis, en 1497, à Innsbruck chez l'Empereur Maximilien Ier, il fait reconnaître officiellement la Poméranie comme fief impérial, comme initialement par l'empereur Frédéric Barberousse en 1181, confirmé par ses successeurs Charles IV en 1348 et Frédéric III en 1466, puis comme principauté à la diète de Worms, en 1521. Il se déplacera personnellement à la diète de Nuremberg en 1523 pour défendre les droits de la Poméranie contre les ambitions du Brandebourg. Le Brandebourg renonça son lien de vassalité prétendue au traité de Grimnitz en 1529, confirmant l'héritage de la Poméranie aux Hohenzollern en cas de l'extinction des Griffon.
Philippe Ier de Poméranie, seul fils survivant du duc Georges Ier, accède au gouvernement à Stettin à l'âge de 16 ans après la mort de son père en 1531. Le 21 octobre 1532, avec son oncle Barnim IX, il partage la Poméranie et reçoit la Poméranie-Wolgast (dite Poméranie antérieure [Vorpommern]). Cette division, initialement prévue pour neuf ans, est cependant confirmée en 1541.

#### Le duché de Poméranie-Stolp
Au terme de l'accord passé le 15 mai 1368 à Anklam et confirmé le 8 juin 1372 au traité de Stargard, il fut attribué à Bogislaw V un duché de Poméranie-Stolp formé des territoires à l'est de la Świna. En 1374, les fils de Bogislaw, Casimir IV († 1377), Barnim V et Bogislaw VIII prirent sa succession. La veuve de Bogislaw VIII, Sophie de Holstein, assura la régence de 1418 à 1425, et son fils Bogislaw IX († 1446) gouverna ensuite le pays. Alors (en 1446), le roi Éric Ier retourna à Rügenwalde et s'y établit comme duc de Poméranie-Stolp. Son fils Éric II devint à son tour duc de Poméranie-Wolgast en 1459, tout en régnant sur la seigneurie de Rügenwalde-Stolp. 
Enfin le fils d’Éric II († 1474), Bogisław X de Poméranie, parvint à réunifier sous son sceptre toute la Poméranie, et met fin pour deux siècles de la division.

### La fin de l'indépendance (XVIIeetXVIIIesiècles)
Au début de la guerre de Trente Ans, en 1630, la Poméranie est alliée à la Suède ; en 1637, Bogusław XIV meurt sans héritier : ses territoires vont alors être administrés (et occupés) par la Suède jusqu'au traités de Westphalie (1648), malgré la revendication successorale de l'électeur de Brandebourg ; au traité de Stettin (1653), ils sont partagés entre le Brandebourg (Poméranie ultérieure, qui devient la province de Poméranie), et la Suède (Poméranie suédoise). Ces deux territoires, gouvernés en union personnelle par des monarques étrangers, continuent 
de relever de l'immédiateté impériale. À la diète d'Empire, ces monarques votent en tant que ducs de Poméranie. 
À l'issue de la grande guerre du Nord (1700-1721), les territoires de Poméranie antérieure (la Vieille Poméranie antérieure) situés au sud de la Peene échoient à l'électeur de Brandebourg devenu « roi en Prusse » (1701).
La Prusse  obtient le reste des territoires suédois de Poméranie antérieure (la Nouvelle Poméranie antérieure) au congrès de Vienne (1815).

### La Poméranie prussienne après 1806
Après la dissolution du Saint-Empire en 1806, la province de Poméranie est intégrée aux côtés du Brandebourg, de la Prusse-occidentale, de la Prusse-orientale et autres territoires de la maison de Hohenzollern, au sein d'un royaume de Prusse unifié juridiquement (Allgemeines Landrecht der Preussischen Staaten), royaume qui dure jusqu'en 1918, même après l'avènement de l'Empire allemand en 1871.
En 1876, dans le cadre d'une réforme de l'administration territoriale, la Poméranie devient une collectivité territoriale (Provinzialverband), dotée d'une certaine autonomie de gestion, avec son assemblée provinciale (Landtag) et son conseil provincial (Provinzialausschuss), présidé par le Landeshauptmann élu.